# 부시벨트코끼리땃쥐
부시벨트코끼리땃쥐 또는 부시벨트센지(Elephantulus intufi)는 코끼리땃쥐과에 속하는 포유류의 일종이다. 앙골라와 보츠와나, 나미비아 그리고 남아프리카공화국에서 발견된다. 자연서식지는 아열대 또는 열대기후 지역의 건조한 관목지대와 고온의 사막 지역이다.